# Lanfranco (arquiteto)
Lanfranco (n. Como, século XI — século XII)  foi um arquitecto italiano.
Foi responsável pela demolição da catedral existente em Módena e pela construção de uma nova no mesmo local.

## Obras
- Catedral de Módena